# Gastlosen
Gastlosen är en bergstopp i Schweiz.   Den ligger i distriktet Gruyère och kantonen Fribourg, i den sydvästra delen av landet, 40 km söder om huvudstaden Bern. Toppen på Gastlosen är 1 935 meter över havet, eller 30 meter över den omgivande terrängen. Bredden vid basen är 0,22 km.
Terrängen runt Gastlosen är kuperad söderut, men norrut är den bergig. Närmaste större samhälle är Saanen, 11,2 km söder om Gastlosen. 
I omgivningarna runt Gastlosen växer i huvudsak blandskog. Runt Gastlosen är det ganska glesbefolkat, med 29 invånare per kvadratkilometer.